# Hozroje I. Anuširvan
Hozroje I. (Husrav, Xusro; خسرو khosrou [xosˈroʊ̯], grčki: Chosroes), zvan Anuširvan („s besmrtnom dušom“;  Anūscharwān), bio je od 531. do smrti 579. poslije Krista veliki kralj Perzije iz dinastije Sasanida. Točan datum njegova rođenja nije poznat, ali vjerojatno je doživio visoku starost jer je na prijestolje došao u odrasloj dobi. 
Hozroje I. bio je veliki protivnik bizantskoga cara Justinijana I. (527. – 565.) i njegova nasljednika Justina II. te je sasanidsku Perziju doveo do vrhunca moći što je našlo odjeka i u sagama Orijenta. Njegovo ime i danas je u arapskome jeziku (kao Kisra ) oznaka za kralja (slično kao što je u hrvatski riječ car došla od riječi Caesar kao i u mnoge druge europske jezike). 

## Vanjska politika
Hozroje se pojavljuje u izvorima oko godine 520. kad bizantskome caru Justinu I. nije uspjelo da ga posvoji i time osigura da dođe na prijestolje. Hozroje je ipak zavladao nakon smrti svoga oca Kavada I. godine 531.
Bizant i Perzija bili su od godine 526. ponovo u ratu. U borbama u Mezopotamiji bizantski vojskovođa Belizar bio je uspješniji. Godine 532. sklopljen je s carem Justinijanom I. takozvani vječni mir s tim da je Bizant perzijskome velikom kralju morao platiti visoki danak. Justinijan se tada okrenuo osvajanjima na Zapadu, a i Hozroju je ovaj mir bio potreban kako bi mogao učvrstiti svoju vlast u državi. Došlo je naime do pobune njegova nećaka Kavada, sina Hozrojevog starijeg brata Zamaspa (koji je vidio samo na jedno oko pa zato nije mogao pretendirati na prijestolje). Hozroje je naime zavladao, iako je bio tek treći sin svoga oca zbog čega je i izbila pobuna koju je Hozroje ugušio. Važan izvor za te događaje je bizantski povjesničar Prokopije iz Cezareje.
540. ponovo su se rasplamsale borbe s Bizantom. Hozrojev cilj bio je prodrijeti do Sredozemnog mora i time uspostaviti stare granice Perzije, a i želio je osvojiti bogati plijen iz istočnih bizantskih provincija. Bizant je u tim provincijama imao slabe vojne snage jer se većina vojske nalazila u Italiji gdje se borila protiv Ostrogota. 
Hozroje je osim toga mogao povesti rat protiv Bizanta i zato što je učvrstio svoju vlast i jer je na drugim granicama Perzije vladao mir. Borbe su počele u Siriji. Kralj je s velikom vojskom prešao granicu te pored ostalih bizantskih gradova osvojio i Antiohiju, jedan od najvažnijih i najvećih bizantskih gradova. Pojačanja koje je poslao Justinijan nisu bila dovoljna. Dio stanovnika Antiohije deportiran je u Perziju, a sam grad temeljito je opljačkan. Hozroje se tada prema izvorima ritualno okupao u Sredozemnom moru i prinio žrtvu bogu Sunca. Perzijsko osvajanje Antiohije šokiralo je Bizantince koji su se toga prisjećali još godinama poslije. Hozroje je nakon toga od ostalih bizantskih gradova dobio danak radi čega ih je poštedio no važna bizantska tvrđava Dara odolijevala je njegovu napadu. Hozroje se nakon toga povukao. 544. propao je perzijski napad na bizantski grad Edesu. Borbe u kojima je Hozroje većinom i sam sudjelovao proširile su se tada i na područje Kavkaza. No Perzijancima ipak nije uspjelo doći do Crnog mora.  
562. ponovo je na 50 godina sklopljen mir s Bizantom koji se međutim morao obvezati na plaćanje danka, ali je zato zadržao Laziku u kavkaskoj regiji. Taj mir prekršio je međutim 572. Justinijanov nasljednik Justin II. nakon čega su Perzijanci provalili u Mezopotamiju i osvojili utvrdu Daru. No u bitki kod Melitene godine 575. Hozroje je pretrpio težak poraz i sam jedva spasio život. Bizantsko-perzijski rat nastavio se međutim i nakon Hozrojeve smrti 579. jer Bizant nije mogao iskoristiti taj perzijski poraz. 
Oko 560. Hozroje je na sjevernoj granici konačno potisnuo Heptalite no s dolaskom Turaka pojavio se novi opasan protivnik. Hozroje je tada proširio perzijski utjecaj i na Arabiju sve do današnjeg Jemena unatoč višekratnim bizantskim intervencijama. 

## Unutarnja politika
Hozroje je jače centralizirao državu i na položajima umjesto feudalnoga plemstva imenovao činovničko plemstvo ovisno o njegovoj volji i milosti. Silom je skršio i takozvani mazdakitski pokret koji je izazivao nemire. Hozroje je osnovao novi plemićki stalež "vitezove" (Dehkānān) i proveo brojne porezne i zemljišne reforme. Danas je sporno koliko su one ojačale državu, ali sigurno je da su je ojačali barem na kratko vrijeme. Državu je podijelio na četiri vojna distrikta pri čemu su zapovjednici zapadnog i istočnog distrikta dobili posebnu odgovornost i ovlasti jer je upravo na tim područjima prijetila najveća opasnost od vanjskih napadača. No to je dovodilo do čestih pokušaja uzurpacija pogotovo za njegovih nasljednika. Osim pobune njegova nećaka Kavada za Hozroja je osobito bila opasna pobuna njegova sina Anōšazāda (tradicionalno datirana godine 550.) koju je kralj također uspio ugušiti. 
Hozroje je bio obrazovan vladar koji je volio umjetnost. 529. primio je helenističke filozofe koje je Justinijan prognao iz Atene no oni su se već iduće godine vratili natrag pri čemu je Hozroje dobio garancije da im se ništa nažao neće dogoditi. Za vrijeme ratova često je dao deportirati stanovništvo osvojenih područja u unutrašnjost Perzije i osnivao kolonije. Tako je u blizini svoga glavnog grada Ktezifonta osnovao grad   Veh Antiok Khusrau (otprilike: „ovo je Hozroje sagradio bolje od Antiohije“). Bizantske zarobljenike koristio je za gradnju kanala, mostova itd. No za njega su dobrovoljno radili i brojni bizantski stručnjaci koje mu je u doba mira očito slao car Justinijan I.
Kultura je za Hozrojeve vladavine doživjela enorman procvat a Hozrojev ugled podupirača i pomagača umjetnosti i filozofije stigao je daleko na zapad. Sam kralj intenzivno se zanimao za antičku filozofiju i dao brojne tekstove grčkih filozofa kao i indijske bajke prevesti na srednjoperzijski te su ih poslije koristili i Arapi. Na Hozrojevom dvoru razvio se veliki sjaj.

## Značaj
Hozroja se smatra jednim od najznačajnijih kasnoantičkih vladara. Sasanidsko Carstvo doveo je do vrhunca moći, ali dugi ratovi značajno su iscrpili državu (slično kao i Bizant njegova suvremenika Justinijana I. ). Veliki kralj je brojnih ratnim pothvatima na zapadu, istoku i jugu prenapregnuo resurse Perzije što je dovelo do samo kratkotrajnih uspjeha tako da se već krajem njegove vladavine počinju nazirati znakovi krize. Hozroje se ipak zbog svoga značaja i moći pojavljuje u orijentalnim sagama i mitovima pod imenom Anuširvan npr. u Pričama iz tisuću i jedne noći.
Veliki kralj umro je 579. Naslijedio ga je sin Hormizd IV.